# U Młynarza – Zagroda Edukacyjna
U Młynarza – Zagroda Edukacyjna, nebo také Zagroda edukacyjna U Młynarza a česky lze přeložit asi jako Naučná zahrada U mlynáře, je farma, skanzen a malý zábavní park s větrným mlýnem, založené za účelem muzejnictví a vzdělávání. Nachází se na sever od vesnice Mokry Dwór na levém břehu řeky Motława v okrese Gdaňsk v severním Polsku v geomorfologickém celku Żuławy Wiślane.

## Historie a popis
U Młynarza – Zagroda Edukacyjna vznikla v roce 2018 z podnětu majitele, kterým je Wiesław Zbroiński. Nabízí možnost přímého kontaktu s četnými druhy domácích zvířat a občasně i s místním čápem, kteří se volně procházejí mezi hosty. Několik etnografických programů přibližuje dětem a dospělým život a řemesla ve staré krajině a zejména práci mlynáře. K tomuto účelu jsou k dispozici interiéry pečlivě zrekonstruovaného větrného mlýna a několika dalších budov. Zajímavé je také pečení domácího chleba, netradiční dětské hřiště. Místo slouží pro rozvoj kreativity a zručnosti.

## Další informace
Vstup je zpoplatněn a pouze v otvíracích hodinách či po domluvě. Nachází se u cyklotras Szlak Motławski a Szlak Mennonitów.

## Galerie

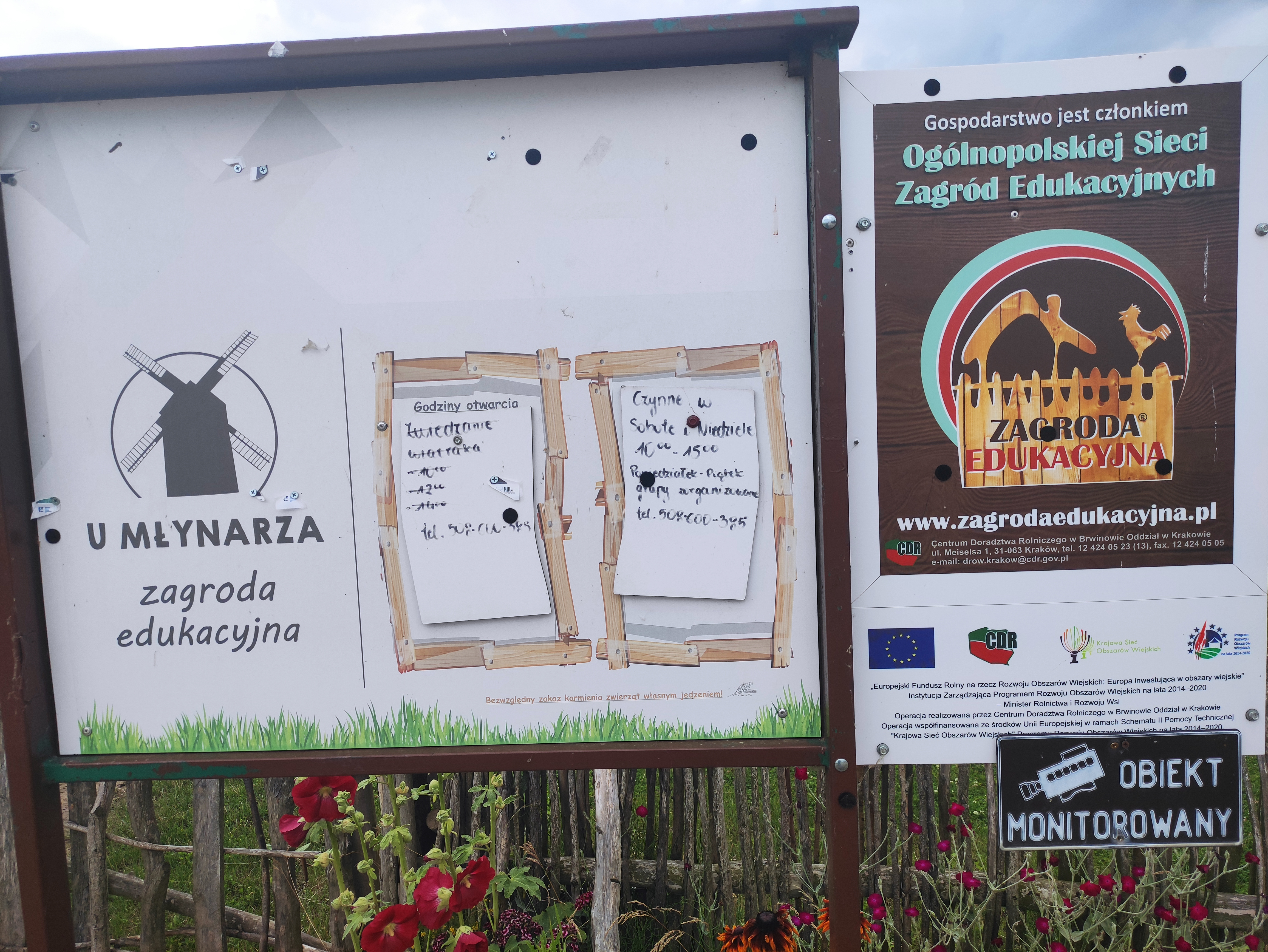
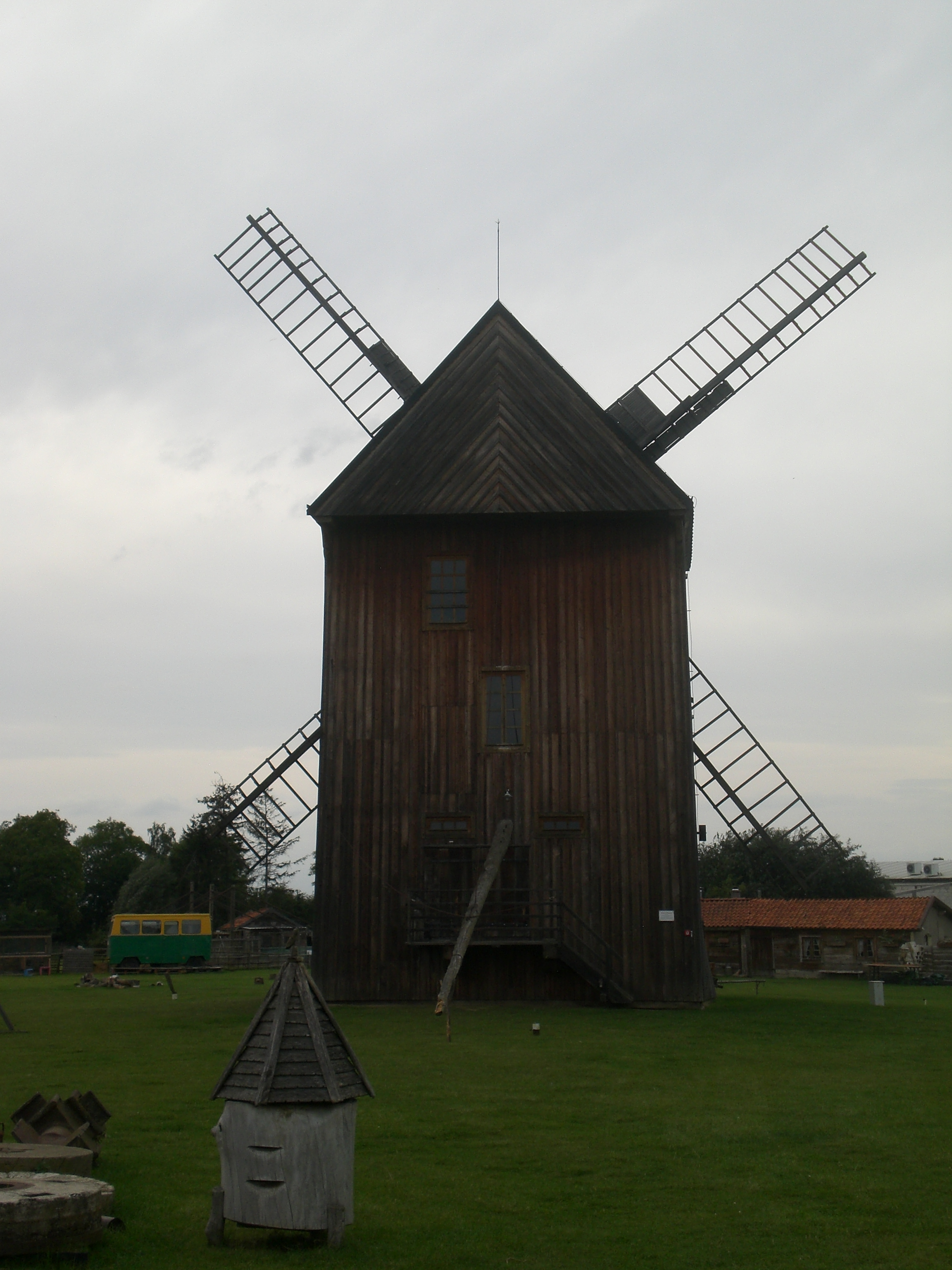
Rekonstruovaný větrný mlýn